# Lucanien
Cet article concerne la langue lucanienne antique. Pour le peuple lucanien, voir Lucaniens. Pour les dialectes italiens actuels, voir Dialectes lucaniens. Pour les autres significations, voir Lucanien (homonymie).
Le lucanien est une langue indo-européenne osque parlée par les Lucaniens, un peuple italique qui vivait aux alentours de la région de Basilicate, en Italie du Sud. Il s'écrivait avec des caractères grecs.